# سبيل عصبي

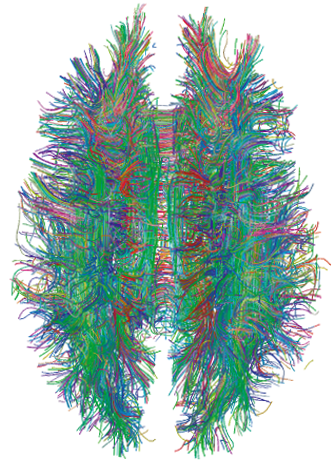
السُبُل العصبية (المادة البيضاء) داخل الدماغ البشري كما يُصورها الرنين المغناطيسي

السبيل العصبي (بالإنجليزية: nerve tract)‏ هو حزمة من الألياف العصبية (المحاور العصبية) الواصلة بين نوى الجهاز العصبي المركزي. في الجهاز العصبي المحيطي، يُعرف هذا بالعصب ويتميز بنسيج ضام مرتبط به. تتألف السبل العصبية الرئيسية في الجهاز العصبي المركزي من ثلاثة أنواع: الألياف الترابطية، والألياف الصوارية وألياف الإسقاط. يمكن الإشارة إلى السبيل أيضًا بالصوار، أو الحزمة أو التقاطع. يربط الصوار نصفي الكرة المخية في مستويات واحدة. تشمل الأمثلة على ذلك الصوار الخلفي والجسم الثفني. يتألف التقاطع من ارتباط الألياف العابرة في مستويات مختلفة (بشكل مائل)، مثل التقاطع الحسي. تشمل الأمثلة على الحزمة كلًا من الحزمة تحت المهاد والحزمة العدسية.

## أنواعه
يمكن تصنيف الألياف العصبية في الجهاز العصبي المركزي في ثلاث مجموعات بناءً على مسارها وارتباطها. يمكن الإشارة أيضًا إلى السبل المختلفة بالإسقاطات أو التشعبات.

### الألياف الترابطية
تُدعى السبل الرابطة لمناطق القشرة المخية داخل نصف الكرة المخية الواحد بالسبل الترابطية. تربط الألياف الترابطية الطويلة فصوصًا مختلفة من نصف الكرة المخية ببعضها البعض بينما تربط الألياف الترابطية القصيرة التلافيف المختلفة داخل الفص الواحد. يتمثل أحد أدوارها الأخرى في ربط مراكز الإدراك والذاكرة في الدماغ.
يُعد الحزام سبيلًا ترابطيًا رئيسيًا. يشكل الحزام لب المادة البيضاء للتلفيف الحزامي ويربط منه إلى القشرة الشمية الداخلية. تمثل الحزمة الطولانية العليا (إس إل إف) المكونة من ثلاثة أجزاء سبيلًا ترابطيًا رئيسيًا آخر.

### الألياف الصوراية
تربط السبل الصوارية مناطق القشرة المخية المتناظرة من نصفي الكرة المخية. تعبر من أحد نصفي الكرة المخية إلى النصف الآخر عبر جسور تُدعى الصوار. تعبر غالبية السبل الصوارية عبر الصوار الأكبر الجسم الثفني. تعبر بعض السبل عبر الصوار الأمامي والصوار الخلفي الأصغر. تسمح السبل الصوارية لجانبي المخ الأيمن والأيسر بالاتصال فيما بينهما. تشمل الأمثلة الأخرى على الصوار صوار الحصين والمقرن العناني.

### ألياف الإسقاط
تربط ألياف الإسقاط القشرة المخية مع الجسم المخطط، والدماغ البيني، وجذع الدماغ والنخاع الشوكي. على سبيل المثال، ينقل السبيل القشري النخاعي الإشارات الحركية من المخ إلى النخاع الشوكي. تنقل سبل الإسقاط الأخرى الإشارات نحو الأعلى إلى القشرة المخية. تشكل هذه السبل أعلى جذع الدماغ صفيحة كثيفة واسعة تُسمى الكبسولة الداخلية بين المهاد والنواة القاعدية، ثم تتشعب في ترتيب تباعدي مروحي الشكل نحو مناطق محددة من القشرة المخية.